# Jelina
Jelina (biał. Еліна; ros. Елино, Jelino) – wieś na Białorusi, w obwodzie witebskim, w rejonie orszańskim, w sielsowiecie Piszczaława, w pobliżu granic Orszy.